# Chiesa dei Santi Giuseppe, Tecla e Rita
La chiesa dei Santi Giuseppe, Tecla e Rita è una chiesa seicentesca di Ferrara, situata in via Carlo Mayr.

## Storia

### Fondazione
Nel 1622 il marchese Camillo Zavaglia raccolse il consenso dei concittadini ferraresi per far entrare in città l'Ordine degli agostiniani scalzi. Il marchese, che era entrato in contatto con l'ordine a Roma dove svolgeva l'attività di ambasciatore, richiese al vicario generale degli agostiniani scalzi di inviare un procuratore a Ferrara per analizzare la possibilità di fondare una chiesa ed un convento. Il legato pontificio, cardinal Giacomo Serra, a causa della presenza di molti altri ordini mendicanti, invitò tuttavia i padri a rimandare il loro ingresso in città, consentendo loro, tuttavia, di servire nella città di Comacchio, colpita dalla peste e carente di sacerdoti.
In luglio padre Fabiano Cerrati, che era stato mandato da Roma e ospitato da Zavaglia, supplicò il vescovo di Ferrara, Gian Battista Leni, di concedergli la licenza di fondare una chiesa e un convento. Quest'ultimo accettò a patto che l'attività dell'ordine a Comacchio venisse continuata.
L'11 febbraio 1623, il canonico titolare Flaminio Sinibaldi, con l'approvazione del cardinale Serra e di papa Gregorio XV, cedette la chiesa dei Santi Simone e Giuda per le liturgie e una casa in affitto per i monaci.
Il giorno dopo il terremoto della notte del 18 marzo 1624, che danneggiò Ferrara in modo non grave, giorno di san Giuseppe, venne celebrata una messa su delibera del magistrato, con pubblico voto al santo.

### Costruzione della prima chiesa
In seguito alla crescita della congregazione vennero acquistati altri immobili e il 15 ottobre del 1626 gli ordini mendicanti ferraresi votarono a favore della costruzione di un nuovo convento. La concessione venne rilasciata il 4 novembre. Nel giorno di Natale dello stesso anno, una grande nevicata rese impossibile l'accesso alla chiesa dei Santi Simone e Giuda e il Natale venne celebrato il giorno successivo, all'interno di una struttura provvisoria, dedicata a san Giuseppe, dal 1624 protettore della città dai terremoti.
All'inizio del 1627 venne concessa la licenza per costruire la nuova chiesa, finanziata da due benefattrici. Furono così acquistate quattro case che permisero ai padri agostiniani di espandersi fino a via dei Carri.
La nuova costruzione venne realizzata in un anno e ultimata con ulteriori donazioni, fra le quali spicca quella della Marchesa Clarice Estense Tassoni per l'altare maggiore. Fu inaugurata il giorno di Natale.

### Costruzione della seconda chiesa
La licenza per la costruzione di una nuova chiesa fu concessa nel 1638, su disegno di Atanasio di San Filippo, inviato da Roma. Il progetto si rivelò inadeguato e furono quindi chiamati gli architetti locali Carlo Pasetti e Giovanni de Priori.
Il 27 ottobre 1638 iniziarono i lavori di scavo della fondazione della sagrestia e del convento e il 6 gennaio 1639 quelli relativi alla nuova chiesa, completata nel 1646. Successivamente, tra il 1652 e il 1656 vennero realizzate le quattro cappelle, due per lato. Nel 1659 venne inglobata la via dei Carri.
Il 17 aprile 1671 Giulio Bentivoglio, vescovo di Bertinoro, consacrò la chiesa, dedicata ai santi Giuseppe (protettore del terremoto) e Tecla (vergine e martire).
Di seguito vennero realizzati una serie di altri lavori e arredi:
- 1672: muro di cinta,
- 1680-1684: decorazione affrescata delle cappelle,
- 1682 pulpito ligneo,
- 1693: confessionali lignei, posti ad affiancare le cappelle,
- 1698: chiusura di via dei Carri,
- 1724-1726: cantoria e organo,
- 1768-1769: coro.

Il legno di noce venne adoperato per il pulpito, per i confessionali, per il coro e per le armadiature della sacrestia.

### Storia successiva
Con l'occupazione napoleonica, nel 1796, il convento venne soppresso e l'edificio venne utilizzato come scuola femminile. Venne quindi restituito ai padri agostiniani trent'anni dopo. In seguito alla nuova soppressione degli ordini del 1866 da parte del Regno d'Italia, il convento venne ceduto il 20 luglio 1869 al comune di Ferrara. Nel 1877 venne redatto un progetto per adattarne i locali per otto classi della scuola maschile. La chiesa subì una serie di restauri, tra cui nel 1880 l'intervento sulla facciata eseguito da Gaetano Faggioli.
In seguito ai Patti lateranensi la chiesa venne nuovamente restituita ai padri agostiniani. I bombardamenti durante la seconda guerra mondiale provocarono il crollo del campanile e danni alla facciata.
Nel 1949 la chiesa fu dedicata anche a santa Rita e nel 1958 venne ricostruito il campanile. Negli anni successivi furono eseguiti numerosi altri interventi di sistemazione e furono restaurati gli arredi a cura della competente soprintendenza di Bologna.

## Descrizione

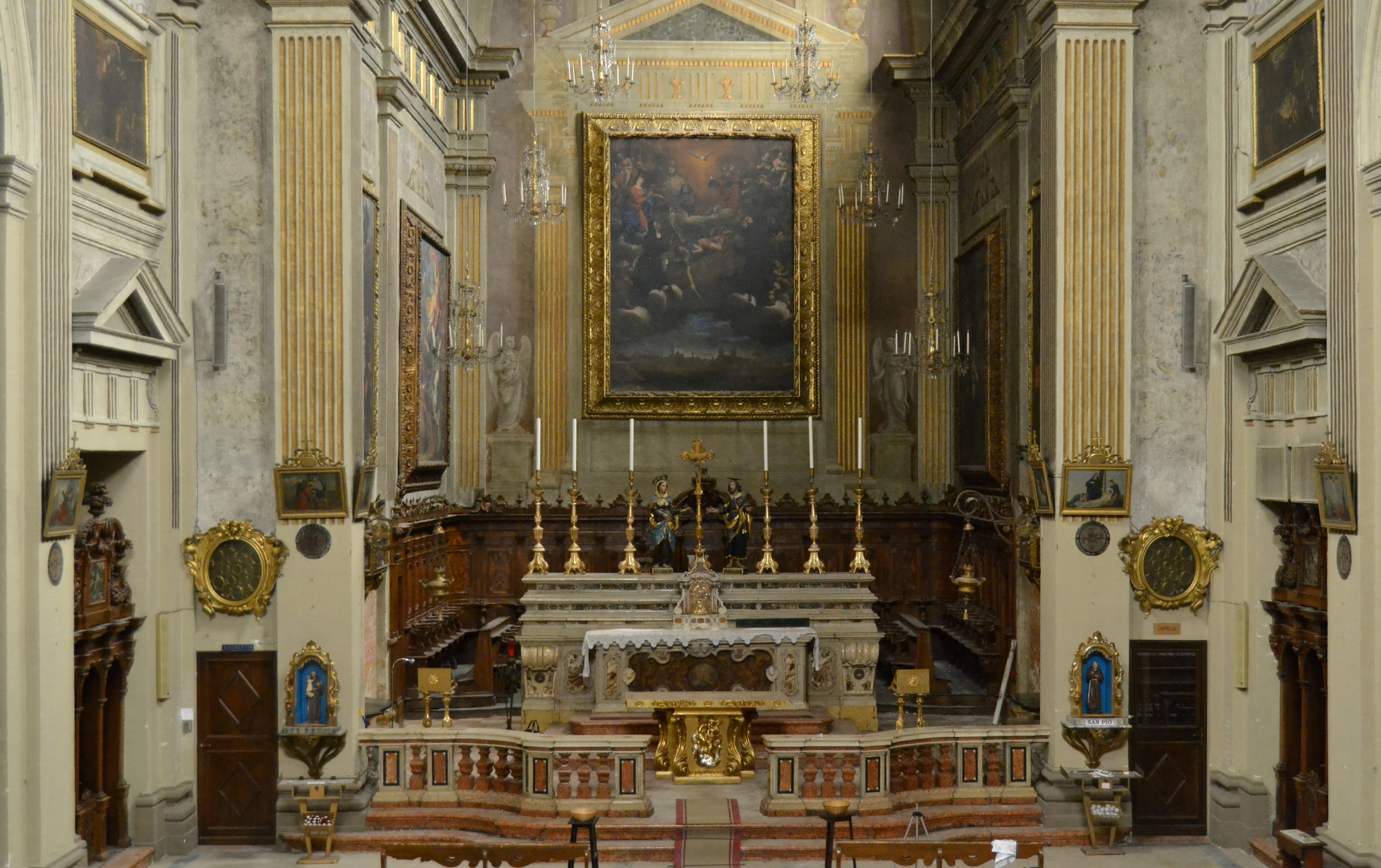
L'altare maggiore all'interno della chiesa.

La chiesa dei Santi Giuseppe, Tecla e Rita, rappresenta un raro esempio di barocco per la città di Ferrara e mantiene i caratteri tipici del Seicento ferrarese.

### Interno
Si presenta con unica navata allungata in stile dorico, coperta con un tetto a capriate lignee, nascosto da una volta a botte in incannucciata, e terminante con un presbiterio rettangolare. Ai lati si aprono due cappelle per lato, inquadrate da lesene, realizzate da Francesco Scala.
L'interno conserva elementi scenografici tipici del barocco: in alcune ore del giorno un fascio di luce illumina il dipinto del San Sebastiano, posto sulla controffacciata all'altezza della cantoria.
Le cappelle laterali tardo seicentesche sono a pianta ottagonale e presentano tutte un altare con pala inquadrata da due colonne, nicchie con statue e tele dipinte ai lati. La mensa dell'altare è in marmo di Carrara e il pavimento, rifatto nel Novecento, in marmo rosso di Verona.

### Decorazioni e arredi
Sia per il difficile contesto storico ed economico nel quale venne realizzata, sia per la rigida regola degli agostiniani scalzi, le decorazioni interne e gli arredi della chiesa furono eseguiti con scarsi investimenti economici, ricorrendo ad artigiani locali.

#### Presbiterio e altare maggiore
Nel presbiterio sono collocati alle pareti cinque grandi quadri raffiguranti diversi episodi della vita dei santi, che seguono il gusto della committenza ferrarese del tempo. La decorazione affrescata dell'abside e del presbiterio venne eseguita nel 1688 dal pittore ferrarese Francesco Scala.
L'altare maggiore è decorato con marmi policromi, secondo il disegno del gesuita padre Ippolito Sivieri. Le due gelosie sono in legno di noce e risalgono al 1661. La balaustra in marmo ha sostituito nel 1724 quella precedente lignea. Sotto l'altare maggiore è posizionata l'urna di sant'Ignazio martire.

#### Cappelle
- Prima cappella destra, dedicata a santa Rita: fino al 1923 ospitava l'altare dedicato a san Nicola da Tolentino. Sotto l'altare si trova l'urna del 1670 con il corpo di san Giuliano Martire
- Seconda cappella destra, dedicata al santissimo Crocifisso: ospita un Crocifisso del 1652 e rappresenta il Cristo non agonizzante e quindi senza il costato aperto. Ai suoi piedi sono poste due statue policrome che rappresentano il Matrimonio della Vergine. Sotto l'altare è posizionata l'urna del 1680 di santa Gaudenzia martire.
- Cappella dedicata a sant'Agostino: antica sacrestia, a cui si accede da una porta situata tra le due cappelle della navata destra. L'ambiente era stato ridotto a ripostiglio ed è stato restaurato nel 1989 per essere utilizzato come cappella invernale. Nella parete centrale sono collocati la statua di Sant'Agostino e il tabernacolo. Nel soffitto è presente uno stemma dell'ordine con un cuore al centro.
- Prima cappella sinistra: dedicata alla Madonna della Cintura (o della Consolazione), ospita una statua della Vergine che ha sostituito nel 1744 la pala d'altare. Ai lati sono presenti due tele, precedentemente ospitate nell'antisagrestia, le statue di San Nicola e di Sant'Agostino e le pitture in legno raffiguranti la Fortezza e la Prudenza. Sotto l'altare si trova l'urna di san Giuliano martire.
- Seconda cappella sinistra, dedicata a san Giuseppe: ospita la statua in gesso del santo posta sopra l'altare, due tele poste sulle pareti e, nelle quattro nicchie, le statue dei profeti Giacobbe, Davide, Zaccaria ed Ezechiele. Sotto l'altare si trova l'urna di santa Eufemia vergine e martire.

#### Arredi

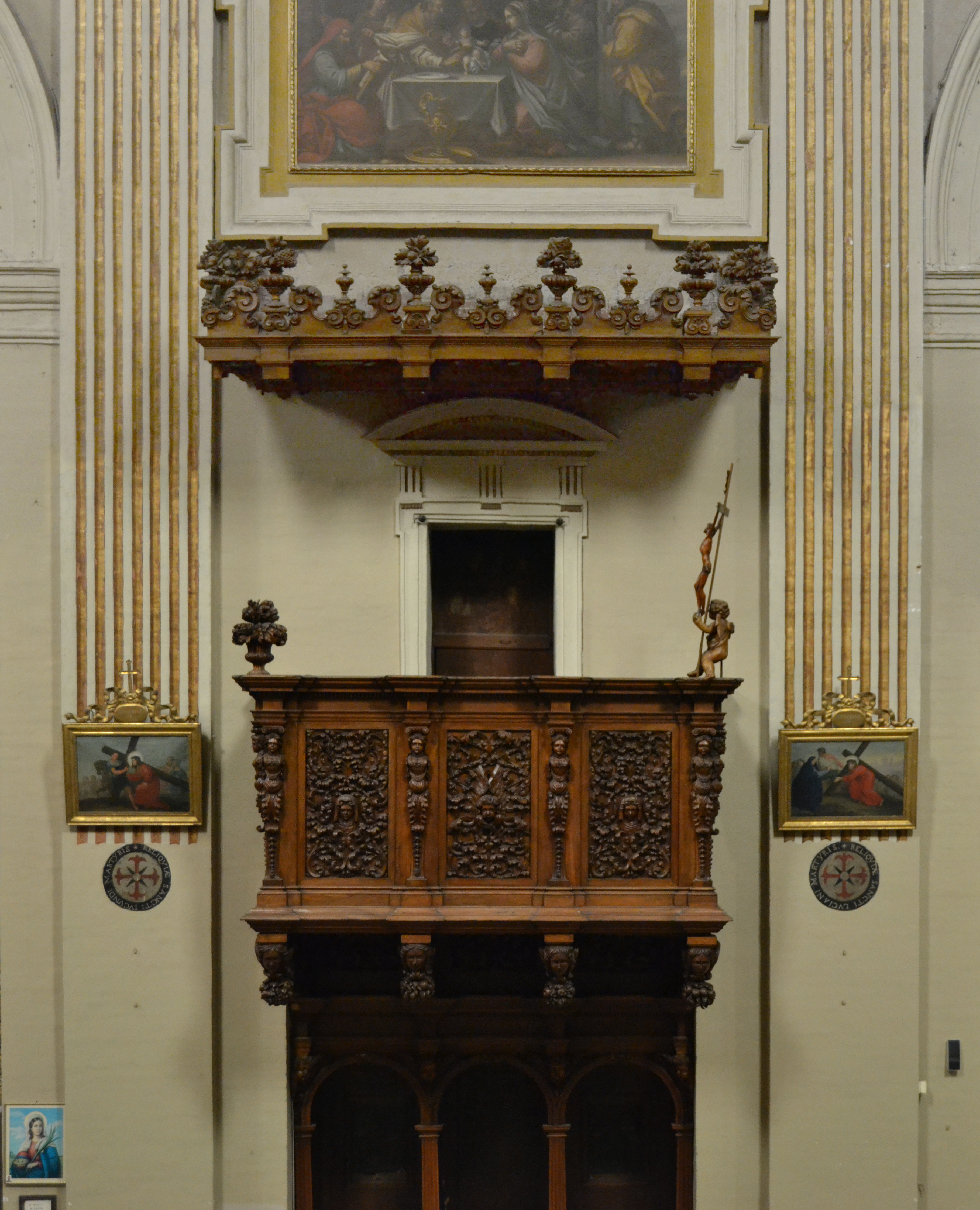
Il pulpito della chiesa (photomerge).

In legno di noce vennero realizzate tutte le opere lignee, quali altari, statue, coro, pulpito, confessionali, la stessa macchina dell'organo e altri arredi, accuratamente dipinti da Giuseppe Menegatti.
- I sei confessionali, situati tre per lato fra le cappelle laterali, sono a tre archi decorati con teste di cherubini e sormontati da una cimasa con volute, vasi di fiori e festoni, con una piccola tela posta in mezzo.
- Il coro, posizionato dietro l'altare maggiore, presenta un inginocchiatoio centrale, un leggio dal supporto bombato e lo stemma dell'ordine.
- La cantoria, posta al di sopra dell'ingresso, ospita l'organo, riccamente intagliato e decorato in oro.
- Il pulpito, in noce di Finale Emilia, venne intagliato da Carlo Tampieri. Rischiò di essere trafugato dagli alleati dopo la liberazione nel 1945.

## Sacrestia
La sacrestia si raggiunge passando ad un ampio salone, collegato al corridoio che fiancheggia l'intero lato sinistro della navata, il quale costituiva l'entrata al convento del 1653. Da qui si accede anche al campanile attraverso una porta settecentesca.
In fondo alla sacrestia è una piccola cappella, chiusa da un cancello in ferro battuto, che ospita la tela Sant'Agostino in adorazione davanti alla Madonna con Bambino, opera del pittore Menegatti, del 1659. Dello stesso anno è la pala d'altare mentre le pitture parietali vennero realizzate dieci anni dopo.
Ai lati della piccola cappella sono collocati due quadri che rappresentano alcuni episodi della Vita di san Nicola da Tolentino, risalenti alla metà del Seicento.
Nella sagrestia sono collocati gli armadi seicenteschi, realizzati tra il 1671 e il 1675, che contengono i reliquiari. Sono costituiti da tre ordini di ante con un ricco coronamento a vasi e volute.
Le reliquie che contengono giunsero alla chiesa soprattutto da Roma e da Venezia tra il 1668 e il 1670, contenute in cassette in legno dorato. Talvolta vennero realizzate delle statue in scala naturale, sulle quali sistemare le reliquie anatomiche realizzate in gesso, mescolata con la polvere delle ossa benedette.. Continuarono a giungere reliquie anche in seguito, per cui furono realizzate cornicette rococò. Si conservano attualmente 91 reliquiari lignei, 12 reliquiari marmorei murati nella navata centrale come croci stazionali, 4 reliquiari metallici e numerose altre reliquie impacchettate e racchiuse in astucci metallici in un cofanetto in cuoio.

### Sulla storia
- Renzo Renzi (a cura di), Ferrara. La Fortezza, il Territorio, la Piazza dal 1598 ad oggi, vol. 2, Bologna, Alfa, 1977.
- Barbara Ghelfi, Ferrara estense. Guida storico-artistica, Cinisiello Balsamo (MI), Silvana, 2004.

### Sulla chiesa
- P. Serafino Squarzoni di San Giuseppe, Padre Fabiano Cerrati di S. Maria Maddalena (1579-1654): fondatore dei conventi dei SS. Giuseppe, Tecla e Rita di Ferrara e dei SS. Agostino e Mauro di Comacchio, a cura di P. Giorgio Mazurkiewicz, Ferrara, Industrie grafiche, 1996.
- Flaviano Luciani, La Chiesa dei SS Giuseppe, Tecla e Rita. Piccola guida storica artistica culturale, a cura di P. Giorgio Mazurkiewicz, Ferrara, Industrie grafiche, 1996.
- Flaviano Luciani, Gli Agostiniani Scalzi: presenze nel ferrarese. La Chiesa dei SS Giuseppe, Tecla e Rita. Piccola guida storica artistica culturale, a cura di P. Giorgio Mazurkiewicz, Ferrara, Industrie grafiche, 1993.
- Geronimo Melchiorre, Nomenclatura ed Etimologia delle piazze e strade di Ferrara, Ferrara, 2G Libri, 2009.
- Giuseppe Antenore Scalabrini, Memorie Istoriche delle Chiese di Ferrara e dei suoi borghi, Ferrara, 1773.
- Lorenzo Paliotto, Ferrara nel Seicento. Quotidianità tra potere legatizio e governo pastorale, Ferrara, Cartografica, 2009.
- Carlo Brisighella, Descrizione delle pitture e sculture della città di Ferrara, a cura di Maria Angela Novelli, Ferrara, Spazio libri, 1990.
- Andrea Borsetti, Supplemento al Compendio Historico del Signor D. Marc'Antonio Guarini Ferrarese, Ferrara, Giulio Bolzoni Giglio, 1670.
- Antonio Frizzi, Guida del Forestiero per la città di Ferrara, Ferrara, Francesco Pomatelli, 1787.
- Antonio Frizzi, Diario, Ferrara, Servadio, 1858.
- Antonio Frizzi, Memorie per la storia Ferrara, Ferrara, Servadio, 1848.
- Girolamo Baruffaldi, Historia della città di Ferrara, Ferrara, 1868.
- AA.VV., Indicatore ecclesiastico ferrarese colle notizie delle chiese, corporazioni religiose, pii istituti, confraternite, ec. per l'anno 1845, Ferrara, 1845.
- Claudio Giovannini, Alla ricerca delle 103 Chiese, Monasteri, Oratori, esistenti in Ferrara nell'anno 1782, Ferrara, Cartografica, 2005.
- Giorgio Franceschini, Antiche chiese di Ferrara soppresse o distrutte, Ferrara, 1974.
- Italo Marzola, Le confraternite Eucaristiche ferraresi al tempo del Beato Innocenzo XI (1611-1689), in Atti del convegno di Ferrara 1971: Centro studi e ricerche sulla antica provincia ecclesiastica ravennate, Cesena, Badia di Santa Maria del Monte, Ferrara, 1974.
- Luigi Ughi, Dizionario degli uomini illustri ferraresi, Ferrara, 1804.
- Ferruccio Pasini Frassoni, Dizionario storico-araldico dell’antico Ducato di Ferrara (rist. anast. Roma, 1914), Bologna, Forni, 1969.
- Antonio Frizzi, Arte e ambiente nella Ferrara 'minore': contributi sulla chiesa di S. Giuseppe, in Musei Ferraresi, Ferrara, 1972.

### Sullo stile
- Alberto Guzzon, Chiese e monasteri di Ferrara. Devozione, storia, arte di una città di Fede, a cura di Paola Poggipollini, Ferrara, Comunicarte, 2000.
- S. Savino Bettini e Berenice Giovannucci Vigi, La chiesa di San Giovanni Battista e la cultura ferrarese del seicento, Milano, Electa, 1981.
- Chiara Toschi Cavaliere, Forma fidei: tracce per una storia dell'arredo sacro e degli apparati liturgici nella Chiesa di Ferrara-Comacchio, Reggio Emilia, Diabasis, 2005.